# (186) Келута
(186) Келута (лат. Celuta) — сравнительно небольшой астероид главного пояса, принадлежащий к светлому спектральному классу S. Он был открыт 6 апреля 1878 года французскими астрономами, братьями Полем и Проспером Анри. Метеорит назван именем одной из героинь повести французского писателя Франсуа Рене де Шатобриана «Атала»

Орбита астероида Келута и его положение в Солнечной системе
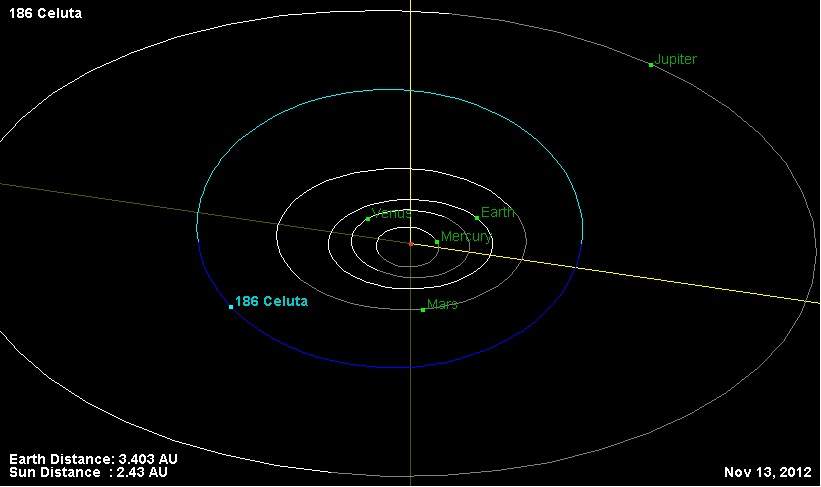
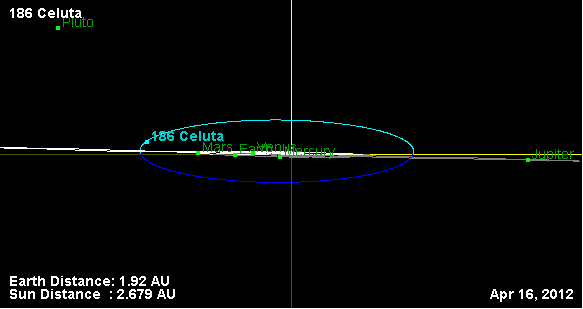